# Campidano di Cagliari
Il Campidano di Cagliari è una regione storica della Sardegna sud-orientale. 
Anticamente il territorio apparteneva al Giudicato di Cagliari, ed in particolare alle curatorie di:
- Cagliari;
- Decimo;
- Gippi;
- Nuraminis.

Geograficamente rappresenta la divisione convenzionale più meridionale della pianura del Campidano che ha come suo centro principale Cagliari nonché Quartu Sant'Elena e i comuni immediatamente a nord-ovest del capoluogo sardo. Si affaccia sul mare e comprende la costa orientale del golfo di Cagliari, fino al paese di Villasimius.
L'area è conosciuta per le diverse lagune costiere intorno alle quali si sono sviluppati i principali centri urbani considerando anche il capoluogo Cagliari. In questi specchi d'acqua vivono stanzialmente i fenicotteri rosa.